# Zvěřinec (Star Trek)
Zvěřinec (v anglickém originále The Menagerie) je dvoudílná epizoda seriálu Star Trek, jedenáctý a dvanáctý díl první řady seriálu Star Trek. Premiéra dílů proběhla 17. a 24. listopadu 1966. Zvěřinec je také jedinou dvoudílnou epizodou v celém seriálu. Oba díly byly vysílány bez jakékoliv návaznosti na pilotní díl s názvem „Klec“, ačkoliv obsahují naprostou většinu scén z tohoto dílu. Samotná epizoda „Klec“ byla poprvé odvysílána až v roce 1988.
Epizoda „Zvěřinec“ se dočkala v roce 1967 ceny Hugo v kategorii nejlepší hrané představení.

## Příběh

### První část
Hvězdného data 3012.4 hvězdná loď USS Enterprise vedená kapitánem Jamesem Kirkem doráží na základnu 11 poté, co pan Spock zachytí zprávu od kapitána Christophera Pikea. Po příletu na základnu 11 jsou však komodorem Mendezem ujištěni, že Pike zprávu poslat nemohl, protože je v invalidní kóji po střetu se silným gama zářením. Zatímco se kapitán James Kirk snaží s komodorem Mendezem přijít záhadě neexistující zprávy na kloub, první důstojník Spock přesvědčí posádku USS Enterprise falešnou zprávou, že má oprávnění velet lodi a nahraje do lodního počítače souřadnice planety Talos IV. Talos IV je planeta v zakázané zóně a jediná pozemská vesmírná loď, která se k planetě kdy přiblížila byla právě Enterprise pod vedením kapitána Pikea a jeho prvního důstojníka Spocka. Tehdy bylo zjištěno, že planetu obývají Talosiané, rasa s mimořádně vyspělým mozkem a schopností sugesce fikce.
Doktor Leonard McCoy posléze tuší, že malý raketoplán, který se objevil za Enterprise, řídí kapitán Kirk a Spock ve skutečnosti nemá oprávnění velet. Spock se nechává doktorem zatknout pro vzpouru a čeká ve své kajutě na příchod kapitána a komodora Mendeze. Kirk žádá po svém prvním důstojníkovi vysvětlení, ale ten odmítá vypovídat bez řádného vojenského soudu. Když kapitán oponuje, že k tomu je zapotřebí 3 velících důstojníků a on s Mendezem tvoří pouze dvojici, Spock jej upozorní na přítomnost invalidního kapitána Pikea, který je oficiálně stále v aktivní službě. Vojenský soud začal a Spock jej dobře promyšleným plánem vede dle svých představ. Kapitán Kirk, ani komodor Mendez netuší, kde Spock bere tak kvalitní, ale hlavně detailní záznamy tehdejších událostí, když Enterprise navštívila Talos IV poprvé. Spock však odmítá objasnit více, než co je zobrazeno na obrazovce. Celá komise zhlédne události epizody Klec až do momentu únosu kapitána Pikea Talosiany. Posléze komodor Mendez obdrží zprávu z velitelství, že Enterprise přijímá vysílání z planety Talos IV, což je zakázané. Kapitán Kirk je odvolán a velení má převzít komodor. Mendez apeluje na Spocka, aby s sebou nestahoval svého kapitána a odblokoval ovládání lodi, ten však odmítá.
Soud je následně odročen a Spock opět uvězněn ve své kajutě.

### Druhá část
Zasedání soudu je již zřejmé, že záznamy, které Spock přehrává na obrazovce nepocházejí z výpravy Enterprise pod vedením kapitána Pikea, ale jsou vysílány právě z planety Talos IV. Spock dále ukazuje co se dělo po uvěznění kapitána Pikea rasou Talosianů. Postupně se porota dovídá, jak byl Christopher Pike určen pro chov a záchranu Talosianů, jak se posádka Enterprise snažila jej zachránit, ale díky umění talosianské sugesce fikce, byla jejich snaha marná.
Kapitán Kirk i komodor Mendez postupně poznávají čemu byl kapitán Pike na Talosu IV vystaven, co Talosiané dokáží a čeho jsou schopni. Uvědomují si, že není pro ně problém pro jedince vytvořit vlastní svět, imaginární, ale přesto reálný. Spock (resp. Talosiané) přehrávají příběh do momentu, kdy se Pikeovi podařilo uniknout z talosianského zajetí. Když se záznam přeruší, ani Spock ani porota neví proč. Kirk, Mendez i Pike se stále shodují, že vědecký důstojník je vinen. Když se Enterprise dostává na orbitu planety Talos IV, záznam pokračuje nejdůležitější částí. V ní je porotě vojenského soudu ukázáno, že pozemšťanka Vina, která před 13 lety zůstala v zajetí Talosianů je vlastně po nehodě její lodi značně znetvořená a jenom díky Talosianům a jejich dovednostem může žít normální život, sice v iluzi, ale lepší, než skutečnost. Kirkovi dochází, že Pike má s Talosiany šanci na nový život. V realitě je odkázán na invalidní kóji, nemůže mluvit a dokáže pouze signalizovat kontrolkou odpovědi ano / ne. Tyto následky vystavení záření gama mohou Talosiané odstranit a nechat jej žít s Vinou na Talosu IV. Ve stejném momentě zmizí komodor Mendez, který byl po celou dobu vsugerovanou iluzí od Talosianů, kteří chtěli fingovaným vojenským soudem zabránit Kirkovi převzetí kontroly nad lodí. Následně přichází zpráva od komodora Mendeze ze základny 11, že Enterprise má výjimku ze zákona 11, který zakazuje přiblížení jakékoliv kosmické lodi. Se Spockem může naložit dle svého uvážení.
Spock vysvětluje, že toto byla jediná cesta, jak neriskovat kapitánovu kariéru a zároveň dopravit Pikea na Talos IV. Talosiané na závěr ukazují Kirkovi na obrazovce, kdy Pike může zase chodit a odchází společně s Vinou.